# Vibrissina texensis
Vibrissina texensis är en tvåvingeart som beskrevs av Aldrich 1931. Vibrissina texensis ingår i släktet Vibrissina och familjen parasitflugor. Inga underarter finns listade i Catalogue of Life.